# ISO 3166-2:NP
ISO 3166-2:NP is een ISO-standaard met betrekking tot de zogenaamde geocodes. Het is een subset van de ISO 3166-2 tabel, die specifiek betrekking heeft op Nepal.
De gegevens werden tot op 26 november 2018 geüpdatet op het ISO Online Browsing Platform (OBP). Hier worden 7 provincies - province (en) / province (fr) / pradesh (ne) –  gedefinieerd. Sinds de grondwet van 2015 bestaan er geen andere deelgebieden meer.
Volgens de eerste set, ISO 3166-1, staat NP voor Nepal; het tweede gedeelte is de hoofdletter P en een cijfer.

## Codes
| Code  | Naam Nepalees | Naam Engels   |
| ----- | ------------- | ------------- |
| NP-P4 | Gandaki       | Gandaki       |
| NP-P6 | Karnali       | Karnali       |
| NP-P1 | Pradesh 1     | Province 1    |
| NP-P2 | Pradesh 2     | Province 2    |
| NP-P3 | Pradesh 3     | Province 3    |
| NP-P5 | Pradesh 5     | Province 5    |
| NP-P7 | Sudurpashchim | Sudurpashchim |